# Leptonychia mildbraedii
Leptonychia mildbraedii är en malvaväxtart som beskrevs av Adolf Engler. Leptonychia mildbraedii ingår i släktet Leptonychia och familjen malvaväxter. Inga underarter finns listade i Catalogue of Life.